# Стрелка (Шенкурский район)
Стрелка — посёлок в Федорогорском сельском поселении Шенкурского района Архангельской области.

## Население
| 2002 | 2010 | 2012 |
| ---- | ---- | ---- |
| 119  | ↘45  | ↘44  |

## География
Посёлок расположен на правом берегу реки Кодима на юго-востоке района. Расстояние до районного центра Шенкурска — 100 километров. Ближайший населённый пункт — деревня Носовская.
Часовой пояс
Стрелка, как и вся Архангельская область, находится в часовой зоне МСК (московское время). Смещение применяемого времени относительно UTC составляет +3:00.

## История
До 2012 года в составе Муниципального образования «Шахановское», присоединенного к Федорогорскому.